# Yohoho! Puzzle Pirates
Yohoho! Puzzle Pirates, abreviado de Y!PP, é um MMORPG da Three Rings Design, mesma criadora do Whirled. O jogo foi lançado na internet em 8 de dezembro de 2003, tendo sido distribuído em lojas do Reino Unido pela Ubisoft a partir de maio de 2005.

## Jogabilidade
No jogo, o usuário representa o papel de um pirata, que deve realizar tudo através de quebra-cabeças. Todas as atividades, relacionadas ao tema, são feitas jogando quebra-cabeças, alguns clássicos e outros inovadores. Cada jogo possui um sistema de pontuação diferente e produz um efeito diferente. No navio, por  exemplo, é possível aumentar a velocidade da embarcação, remover a água, consertar o casco ou carregar os canhões através de quebra-cabeças. Além disso existem quebra-cabeças que são realizados com mais de um jogador, como a luta de espadas ou o boxe, que envolvem normalmente a disputa entre jogadores, podendo também ser jogados contra a inteligência artificial do jogo.
Diferentemente de outros RPGs, em Puzzle Pirates cada jogador possui seu próprio ranking em cada um dos quebra-cabeças, que variam dinamicamente, como em jogos de xadrez na internet. Além do ranking, que aumenta ou diminui de acordo com o desempenho de todos os jogadores daquele servidor, existe também a experiência, que mostra quanto tempo aquele jogador já gastou naquele quebra-cabeça.
A economia do jogo, que é extremamente complexa e bem elaborada, é controlada pelos próprios jogadores, que devem adquirir recursos, como palha ou pedra, comprando por um certo preço de uma ilha e vendendo em outras ilhas mais distantes por um preço maior. Estes recursos são usados para construção de itens como espadas, roupas e munição, que poderão ser vendidos para outros piratas.

## Recepção
Yohoho! Puzzle Pirates foi bem recebido pela crítica, tendo ganho o Editor's Choice Award de 2004 do site IGN. O jogo recebeu outros prêmios no mesmo ano, como o Webby Awards, e no ano seguinte do agregador de críticas Metacritic, que concedeu o prêmio de "Melhor jogo de Quebra-Cabeça/Ritmo de 2005". Scott Sharkey escreveu em sua crítica para o 1UP, que deu um B+, que Puzzle Pirates "atrai por ser diferente dos outros MMORPGs, onde matar, possuir roupas e itens especiais não é tudo". o site Gamespot deu uma nota de 8.1 em 10 para o jogo e disse que esse ser "um dos jogos mais estranhos e mais originais que já haviam visto". Em contrapartida, o site Boomtown deu uma nota de 4 em 10, afirmando que o jogo não possui muita diversificação. No geral o jogo foi bem recebido devido ao fator inovação, por ser um jogo online que reune quebra-cabeças ao invés de monstros e possui uma atmosfera amigável.